# Спайк-зумовлене усереднення
Спайк-викликане усереднення (англ. Spike-triggered average, STA) — це інструмент для характеристики відповіді нейрону що використовує спайки для, які виникають внаслідок впливу стимулу, що варіює в часі. Цей метод дозволяє отримати оцінку лінійного рецептивного поля нейрону. Це корисна техніка для аналізу електрофізіологічних даних.
Математично STA — це усереднений стимул, що передує спайку. Для того щоб обчислити STA виділяється стимул що передує спайку і цей стимул, що й викликав спайк усереднюється (дивись діаграму). STA забезпечує неупереджену оцінку рецептивного поля нейрону за умови що розподіл стимулу є сферично симетричним (наприклад, Гаусовий білий шум)..
Метод усереднення по викликаних спайках використовувався для характеристики гангліозних нейронів сітківки, нейронів латерального колінчастого тіла і простих клітин стріарної кори (зона V1) головного мозку Цей метод може бути використаний для оцінки лінійної компоненти лінійно-нелінійної Пуассонової каскадної моделі.
Усереднення по викликаних спайках часто називають «зворотною кореляцією» або «аналізом білого шуму». STA також відоме як перший член наближення Вольтерра або Вінера. Цей метод близький до лінійної регресії.

## Математичний опис

### Стандартне усереднення
Нехай {\displaystyle \mathbf {x_{i}} } позначає вектор просторово-часового стимулу що передує {\displaystyle i}-тому часовому проміжку і {\displaystyle y_{i}} позначає номер спайку в цьому часовому проміжку. Припускаєтся що стимул має нульове середнє значення (тобто, {\displaystyle E[\mathbf {x} ]=0}). Якщо ж стимул має ненульове середнє значення, то він може бути трансформований так що матиме нульове за рахунок віднімання середнього значення стимулу від кожного вектора. STA визначається як
{\displaystyle \mathrm {STA} ={\tfrac {1}{n_{sp}}}\sum _{i=1}^{T}y_{i}\mathbf {x_{i}} ,}
де {\displaystyle n_{sp}=\sum y_{i}}, загальне число спайків.
Це рівняння також може бути виражене у матричній формі: нехай {\displaystyle X} позначає матрицю чий {\displaystyle i}-тий рядок є вектором стимулу {\displaystyle \mathbf {x_{i}^{T}} } і нехай {\displaystyle \mathbf {y} } позначає вектор-колонку чий {\displaystyle i}-й елемент — це {\displaystyle y_{i}}. Тоді STA обчислюється за формулою
{\displaystyle \mathrm {STA} ={\tfrac {1}{n_{sp}}}X^{T}\mathbf {y} .}